# Rešitelj (film)
Rešitelj (hrvaško Izbavitelj) je fantazijska grozljivka iz leta 1976, ki jo je režiral Krsto Papić ter zanj napisal tudi scenarij skupaj z Ivom Brešanom in Zoranom Tadićem. Temelji na romanu Podgana Aleksandra Grina iz leta 1923, v glavnih vlogah nastopajo Ivica Vidović, Mirjana Majurec, Relja Bašić, Ilija Ivezić, Fabijan Šovagović in Branko Špoljar. Zgodba prikazuje raso inteligentnih podgan, ki lahko prevzamejo človeško obliko. 
Film je bil premierno prikazan 26. oktobra 1976 v jugoslovanskih kinematografih in je naletel na dobre ocene kritikov. Na Puljskem filmskem festivalu je osvojil srebrno areno za fotografijo (Ivica Rajković), zlato areno za scenografijo in diplomo žirije za masko (Berta Meglič). Leta 1982 je osvojil nagrado za najboljšo film na festivalu Fantasporto. Bil je jugoslovanski kandidat za oskarja za najboljši mednarodni celovečerni film na 49. podelitvi, toda ni prišel v ožji izbor. Leta 1999 se je v anketi 44 hrvaških filmskih kritikov uvrstil na 19. mesto najboljših hrvaških filmov vseh časov.

## Vloge
- Ivica Vidović kot Ivan Gajski
- Mirjana Majurec kot Sonja Bošković
- Relja Bašić kot Rešitelj / župan
- Fabijan Šovagović kot profesor Martin Bošković
- Ilija Ivezić kot načelnik policije
- Branko Špoljar kot Rupčić
- Petar Dobrić kot vodja zabave
- Edo Peročević kot policist
- Ana Hercigonja kot prodajalka
- Zvonimir Ferenčić kot nakladač
- Boris Festini kot lekarnar
- Zdenka Trah kot šefica
- Mirko Boman kot delavec
- Fahro Konjhodžić kot violinist
- Jovan Stefanović kot policist
- Vjenceslav Kapural kot pogrebnik
- Miljenka Androić kot dekle
- Tomislav Lipljin kot pogrebnik
- Nedim Prohić
- Jadranka Matković kot županova tajnica
- Franjo Štefulj
- Vladimir Krstulović kot najemnik
- Zvonimir Torjanac kot policist